# Flygtransportdivisionen
Flygvapnets transportdivision, Flygtransportdivisionen eller 1. flygtransportdivisionen var en svensk flygdivision inom Svenska flygvapnet som verkade åren 1967–1983. Divisionsstaben var till en början förlagd till Barkarby i nordvästra Stockholm, och senare Malmslätt i Linköping.

## Historik
Flygtransportdivisionen har sina rötter i den planerade Flygtransportflottiljen som fick sin förbandsbeteckning F 30, genom en flygvapenorder den 1 maj 1948. Flottiljen skulle bestå av en stab och tre divisioner, vilka skulle sättas upp av Svea flygflottilj (F 8). Till Flygtransportflottiljen sattes det även upp en fältverkstad (V 30), vilken, till skillnad från flottiljen, verkade fram till den 1 oktober 1950. Flygtransportflottiljen (F 30) kom i praktiken aldrig att sättas upp, då flottiljen utgick redan den 1 augusti 1948, och istället reducerades till en flygtransportdivision. I realiteten verkade dock divisionen i fredsorganisationen som en flygtransportgrupp, 6. transportgruppen, vilken ingick i 4. divisionen vid Svea flygflottilj. Divisionen utförde bland annat signalspaning åt Flygvapnet och Försvarets radioanstalt (FRA). Vid avvecklingen av Svea flygflottilj kvarstod Flygtransportdivisionen i Barkarby, och kom att ingå i det nya förbandet Svea flygkår (F 8).
Efter att regeringen förslagit för riksdagen om att Svea flygkår (F 8) skulle avvecklas, uppkom frågan om var Flygtransportdivisionen skulle förläggas. Totalt innebar en flytt att två Herculesplan, sex DC 3-or, nio Pembrokeplan och två jetdrivna Caravelleplan skulle ombaseras från Barkarby.
Chefen för Flygvapnet hade redan våren 1969 fått i uppdrag att undersöka en sammanslagning av Flygtransportdivisionen vid Svea flygkår (F 8) med flygtransportgruppen vid Skaraborgs flygflottilj (F 7). Förslaget blev att en ny Flygtransportdivisionen skulle förläggas till Västmanlands flygflottilj (F 1) i Västerås. I Västerås var det tänkt att divisionen då skulle överta den hangar som Centrala flygverkstaden i Västerås tidigare disponerat. En flytt till Västerås skulle dock inte vara aktuell förrän tidigast den 1 juli 1976.
Flygvapnet hade även studerat en omlokalisering till Bromma. En flytt till Bromma skulle dock medföra hyreskostnader för hangar, landnings- och passageraravgifter och viss verksamhet skulle ändå behöva förläggas till Västerås och därigenom innebära en uppdelning av verksamheten. En uppdelad verksamhet skulle medföra fler flygförare och navigatörer. Chefen för Flygvapnet ansåg därför att en flytt till Bromma var orealistisk, då den skulle innebära en fördyring.
Malmslätt var det tredje alternativet som studerades, vilket gjordes utifrån två olika scenarion. Det första alternativt med en flytt till Malmslätt skulle innebära att flygtransportgruppen vid F 7 kvarstod i Såtenäs, vilket enbart skulle skapa ett investeringsbehov på en ny hangar för Caravelleplanen. Det andra alternativet skulle innebära att hela transportflygorganisationen skulle förläggas till Malmslätt. Det alternativet innebar att en ny hangar skulle behöva anläggas för att skapa plats åt Herculesplanen.
Chefen för Flygvapnet förordade det första alternativet gällande Malmslätt, som ny lokalisering av Flygtransportdivisionen. Detta gjordes delvis mot bakgrunden att lokaler skulle friställas i samband med avvecklingen av Östgöta flygflottilj (F 3). Men även i syfte att behålla transportflyggruppen vid F 7, och endast flytta verksamheten från Barkarby till Malmslätt, för att skapa handlingsfrihet för framtiden. En flytt från Barkarby skulle dock kunna ske först den 1 maj 1975. Dock kom flytten av divisionen att genomföras från Barkarby redan 1973, då de två jaktdivisionerna, 31. jaktflygdivisionen och 32. jaktflygdivisionen vid Östgöta flygflottilj ombaserades till Blekinge flygflottilj (F 17) i april samma år.
Tiden som division vid Östgöta flygflottilj blev kortvarig, då flottiljen avvecklades den 30 juni 1974. Istället kom divisionen att tillsammans med Målflygdivisionen (MFD) att överföras till Bråvalla flygflottilj (F 13), och kom att utgöra detachementet F 13 Malmen.
Inför försvarsbeslutet 1982 föreslog ÖB Lennart Ljung att transportflyget skulle organiseras i en transportflygenhet vid Skaraborgs flygflottilj (F 7) med lokalisering till Såtenäs flygplats. Flygtransportdivisionen ingåendes i F 13M i Malmslätt skulle med förslaget avvecklas. Vid denna tidpunkt bestod Flygtransportdivisionen i Malmslätt av Tp 79 och Tp 85. Medan samtliga Tp 84 var baserade vid F 7 i Såtenäs. Flygtransportdivisionen i Malmslätt kom under 1983 att avvecklas, vilket bland annat gjordes genom att de kvarvarande Tp 79 togs ur tjänst, och de två Tp 85 överfördes till Målflygdivisionen (MFD).

## Tjänstgöringstid för flygplanstyper
| Flotta 1972 - Tp 79 x 6 - Tp 83 x 9 - Tp 84 x 2 - Tp 85 x 2 | Flotta 1982 - Tp 79 x 6 - Tp 85 x 2 |

## Namn, beteckning och förläggning
Namnet på divisionen skiljer sig i källorna. Till exempel i Regeringens proposition 1972:45 anges namnet som Transportflygdivisionen. I Försvarsutskottet betänkande 1975:FöU14 anges namnet som Flygtransportdivisionen. För att i Regeringens proposition 1981/82:102 åter anges som Transportflygdivisionen. Namnförvirringen gällande Flygtransportdivisionen kan möjligtvis komma från att divisionen härstammar från den planerade Flygtransportflottiljen (F 30). Dock namnges divisionen som Flygvapnets Transportdivision på dess divisionsmärke.
| Flygtransportdivisionen | 1948 | – | 1983 |

| Flygtrpdiv | 1948 | – | 1983 |

| Barkarby flygplats (F) | 1948 | – | 1973 |
| Malmens flygplats (F)  | 1973 | – | 1983 |